# Pentaphylacaceae
Die Pentaphylacaceae sind eine Pflanzenfamilie aus der Ordnung der Heidekrautartigen (Ericales) mit etwa zwölf Gattungen und etwa 337 Arten.

## Beschreibung

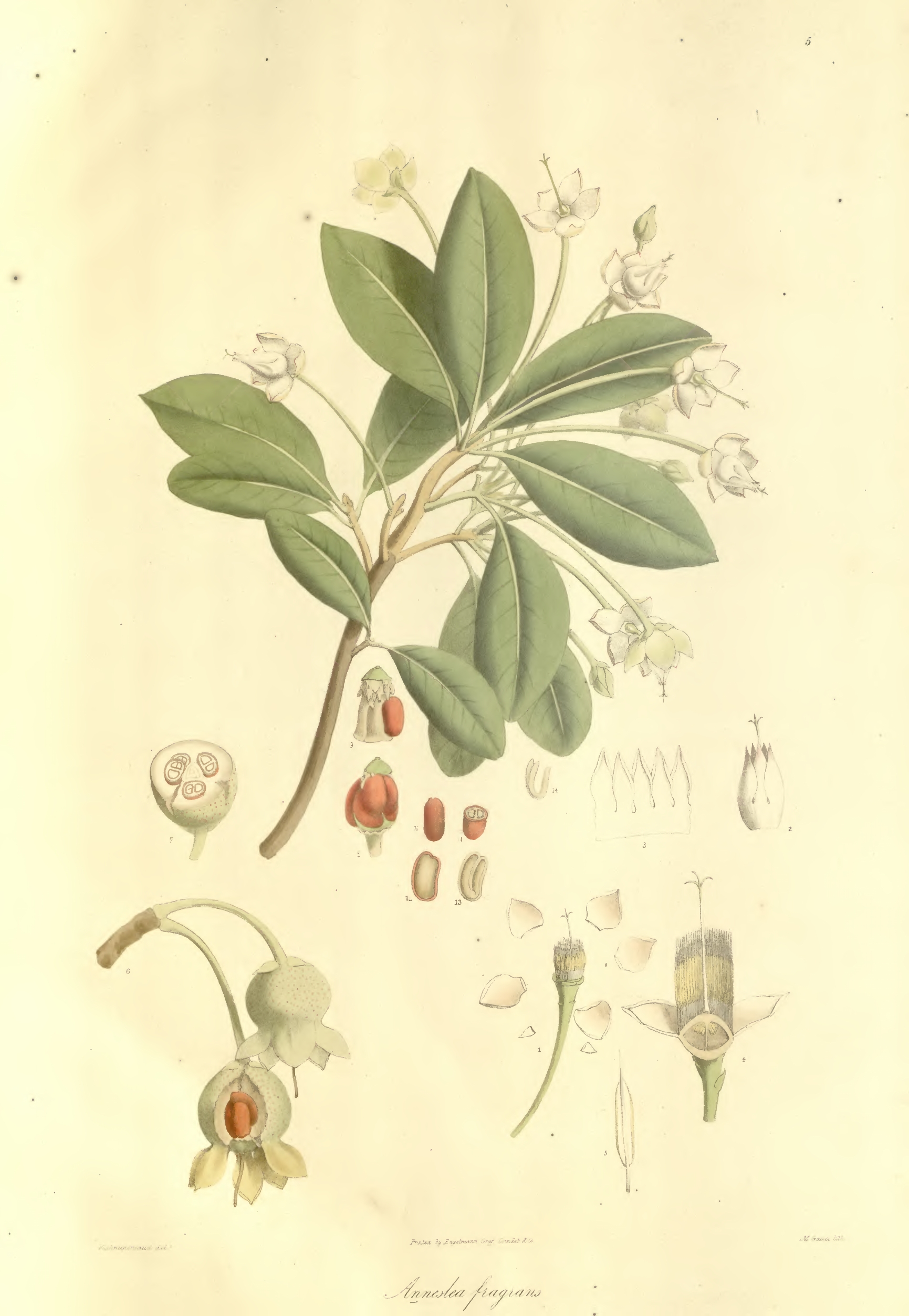
Tribus Ternstroemieae: Illustration von Anneslea fragrans

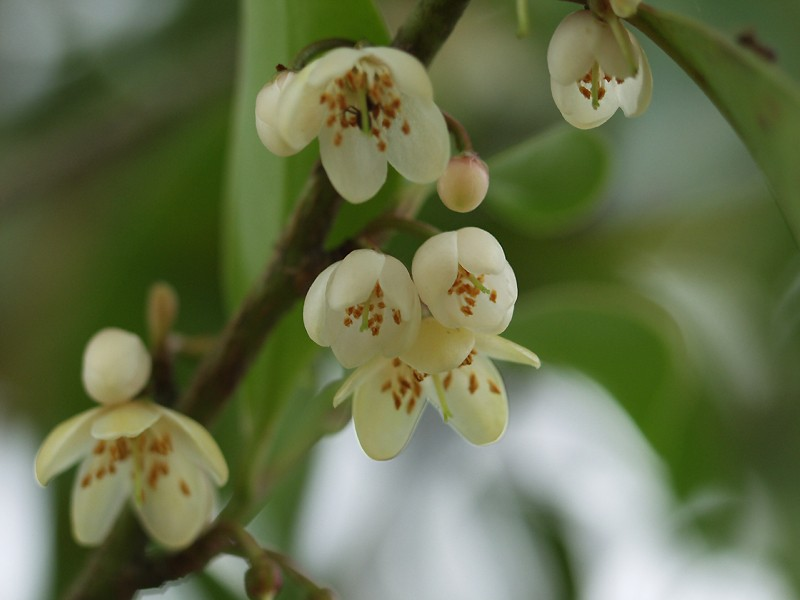
Tribus Freziereae: Blüten des Sperrstrauchs (Cleyera japonica)

Die Taxa der Familie Pentaphylacaceae sind Sträucher oder kleine Bäume. Die wechselständig, oft zweizeilig angeordneten Laubblätter sind in Blattstiel und Blattspreite gegliedert. Die ledrige Blattspreite ist einfach. Der Blattrand ist gezähnt, gewellt oder ganzrandig. Nebenblätter sind meist keine vorhanden.
Die Blüten stehen meist einzeln in den Blattachseln oder selten zu vielen in end- oder seitenständigen Blütenständen zusammengefasst. Die eingeschlechtigen oder zwittrigen Blüten sind radiärsymmetrisch und meist fünfzählig mit doppelter Blütenhülle (Perianth). Wenn die Blüten eingeschlechtig sind dann sind die Arten zweihäusig getrenntgeschlechtig (diözisch) oder androdiözisch. Die fünf Kelchblätter sind frei. Die fünf freien Kronblätter sind meist grünlich bis gelblich, selten beispielsweise bei Balthazaria orange-rot. Es ist nur ein Kreis mit fünf Staubblättern oder es sind meist bis zu 30 freie, fertile Staubblätter vorhanden. Die Staubfäden sind kurz und die Staubbeutel sind lang. Beim Tribus Frezierieae sind drei (ein bis zehn) und bei den anderen Tribus fünf Fruchtblätter sind zu einem meist oberständigen, synkarpen Fruchtknoten verwachsen; es ist ein Griffel mit fünf Narbenlappen vorhanden; einige Autoren gehen davon aus, dass es sich um fünf Griffel handelt.
Es werden meist Beeren oder Steinfrüchte gebildet, gelegentlich auch holzige Kapselfrüchte mit mehr oder weniger stark geflügelten Samen. Der Embryo ist U-förmig.

## Systematik und Verbreitung

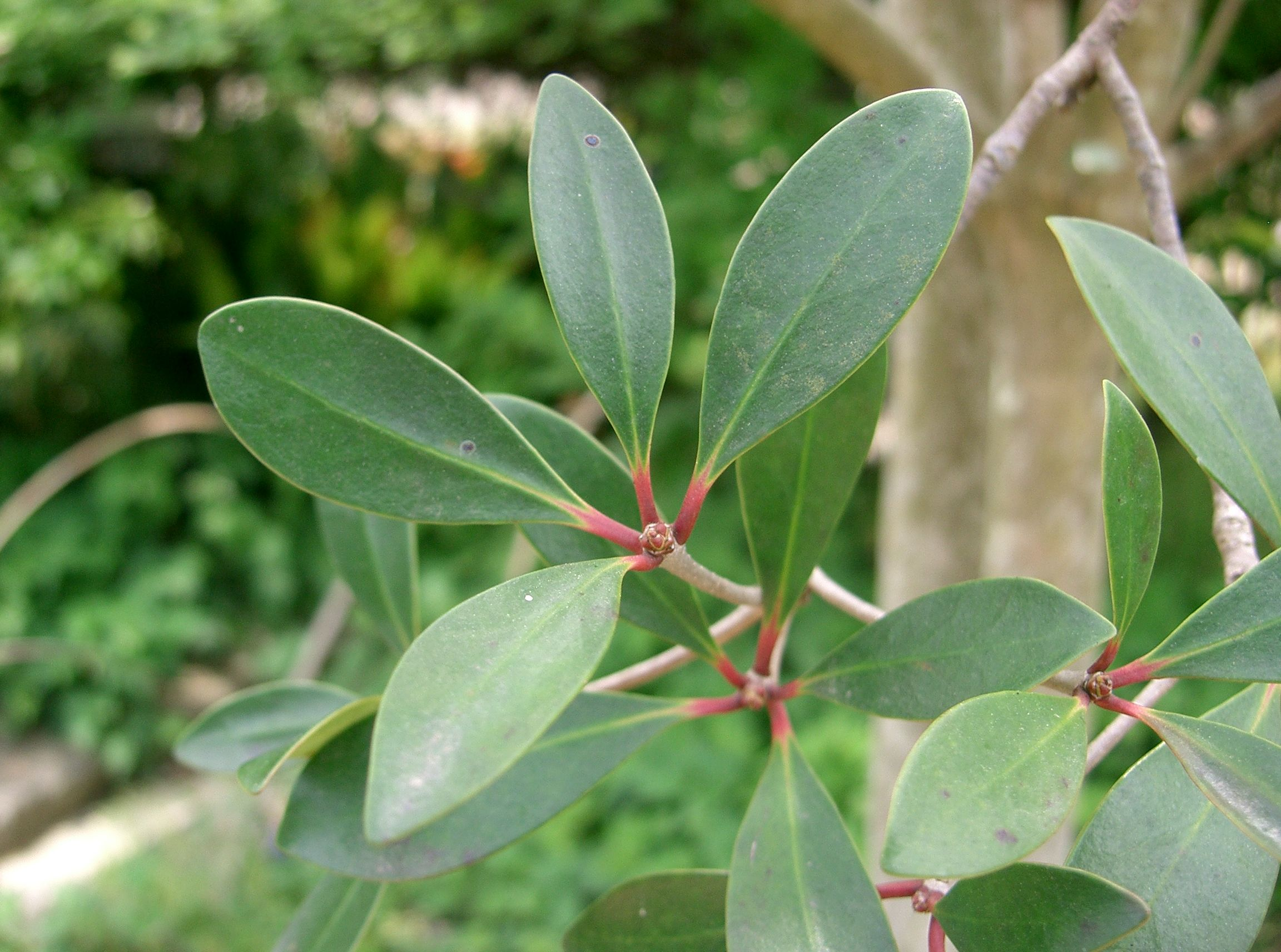
Tribus Ternstroemieae: Laubblätter von Ternstroemia gymnanthera

Die Familie Pentaphylacaceae wurde 1897 durch Adolf Engler in Die Natürlichen Pflanzenfamilien, 1, S. 214 aufgestellt. Bei manchen Autoren besteht die Familie aus wenigen Gattungen bis hin zu nur einer Art: Pentaphylax euryoides. Neue Forschungsergebnisse haben zu einer relativ starken Erweiterung der Familie geführt. Ein Synonym für Pentaphylacaceae Engl. ist Ternstroemiaceae Mirb. ex DC. Die meisten neu hinzugefügten Gattungen waren früher in einer Unterfamilie Ternstroemioideae innerhalb der Theaceae eingeordnet.
Die Familie besitzt ein disjunktes Areal. In der Paläotropis kommen sie vom südlichen China bis zur Malaiischen Halbinsel und Sumatra vor, ebenso in Afrika und auf den Kanarischen Inseln. Vorkommen gibt es weiterhin in der Neotropis.
Die Familie der Pentaphylacaceae enthält heute etwa zwölf Gattungen mit etwa 337 Arten. Die Familie wird in drei Tribus gegliedert:
- Tribus Pentaphylaceae Mabberley: Sie enthält nur eine monotypische Gattung:
  - Pentaphylax Gardner & Champion: Sie enthält nur eine Art:
    - Pentaphylax euryoides Gardner & Champion (Syn.: Pentaphylax arborea Ridley, Pentaphylax malayana Ridley, Pentaphylax racemosa Merrill & Chun, Pentaphylax spicata Merrill.): Sie hat ein disjunktes Areal von Guangdong und Hainan bis Sumatra.[1][2]

- Tribus Ternstroemieae DC.: Sie enthält nur zwei Gattungen mit etwa 103 Arten:
  - Anneslea Wall. (Syn.: Paranneslea Gagnep.): Die etwa drei Arten sind in Kambodscha, China, Indonesien, Laos, Malaysia, Myanmar, Thailand und Vietnam verbreitet.
  - Ternstroemia Mutis ex L. f.: Von den 90 bis 100 Arten sind etwa 60 neotropisch und die anderen kommen im tropischen und subtropischen Afrika und Asien vor.

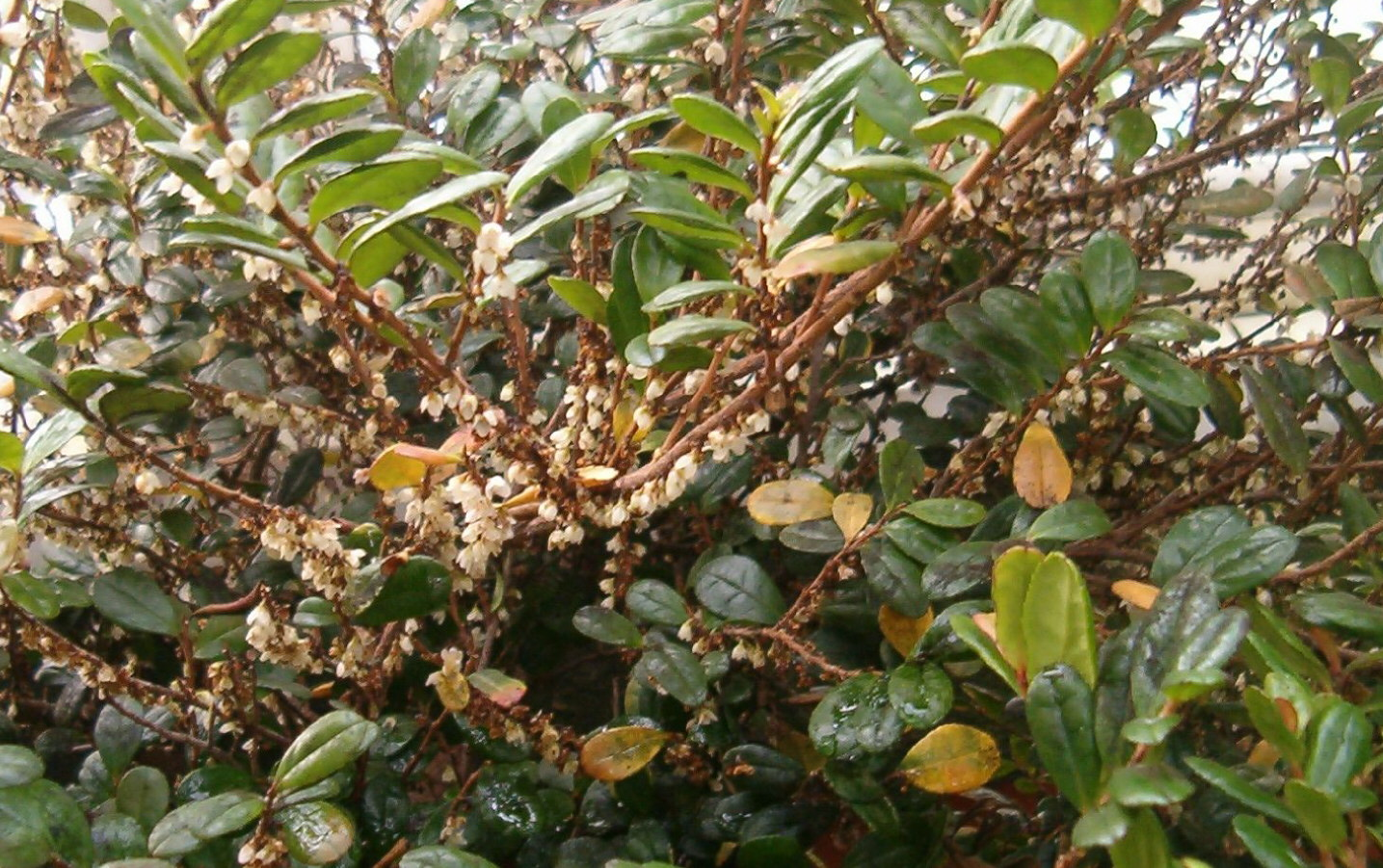
Tribus Freziereae: Laubblätter und Blüten von Eurya emarginata

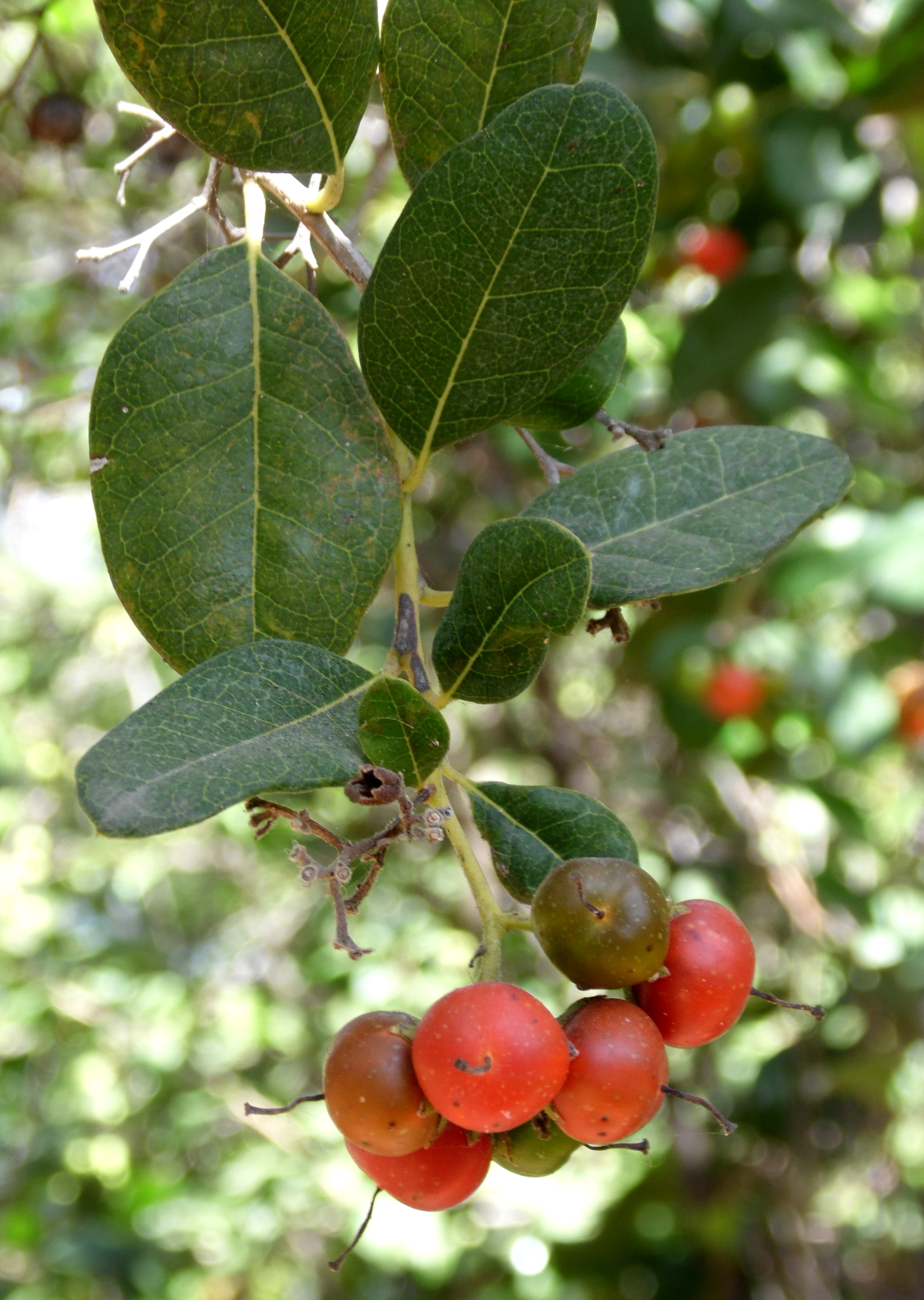
Tribus Freziereae: Visnea mocanera mit Früchten

- Tribus Freziereae DC.: Sie enthält acht bis neun Gattungen mit etwa 233 Arten:
  - Adinandra Jack: Die etwa 85 Arten sind in Bangladesch, Indien, Sri Lanka, Kambodscha, China, Indonesien, südlichen Japan, Laos, Malaysia, Myanmar, Neuguinea, den Philippinen, Thailand, Vietnam und im tropischen Afrika verbreitet.
  - Balthasaria Verdc.: Die nur wenigen Arten sind in Ostafrika verbreitet.
  - Cleyera Thunb.: Von den etwa 24 Arten sind etwa 16 neotropisch und die anderen sind in China (neun Arten), im nördlichen Indien, in Japan, Korea, Myanmar, Nepal und nördlichen Vietnam beheimatet. Beispielsweise:
    - Sperrstrauch (Cleyera japonica Thunb.)

  - Eurya Thunb.: Inklusive Ternstroemiopsis Urb.: Die etwa 130 Arten sind in Bhutan, Nepal, nordöstlichen Indien, Sri Lanka, Kambodscha, China (etwa 83 Arten), Indonesien, Japan, Korea, Laos, Malaysia, Myanmar, Thailand, Vietnam, auf den Philippinen, und auf Pazifischen Inseln verbreitet.
  - Euryodendron HungT.Chang: Sie enthält nur eine Art:
    - Euryodendron excelsum HungT.Chang: Sie gedeiht in Wäldern an Berghängen oder in Tälern in Höhenlagen zwischen 100 und 400 Meter nur in Guangdong (Yangchun) und Guangxi (Bama, Pingnan).

  - Freziera Willd. (inklusive Killipiodendron Kobuski): Von den etwa 57 Arten sind etwa 42 neotropisch.
  - Symplococarpon Airy Shaw: Die etwa neun Arten sind neotropisch.
  - Visnea L. f.: Sie enthält nur eine Art:
    - Visnea mocanera L. f.: Sie ist auf Madeira und den Kanarischen Inseln (Makaronesien) beheimatet.